# جوديث شابمان
جوديث شابمان (بالإنجليزية: Judith Chapman)‏ هي ممثلة أمريكية، ولدت في 15 نوفمبر 1951 بغرينفيل في الولايات المتحدة. بدأت مشوارها المهني سنة 1967.

## أعمال

### أفلام
- (2000) 28 يوما[5]

### مسلسلات
- الرجل الأخضر الخارق

## وصلات خارجية
- جوديث شابمان على موقع IMDb (الإنجليزية)
- جوديث شابمان على موقع ألو سيني (الفرنسية)
- جوديث شابمان على موقع أول موفي (الإنجليزية)
- جوديث شابمان على موقع قاعدة بيانات الأفلام السويدية (السويدية)
- جوديث شابمان على موقع قاعدة بيانات الفيلم (الإنجليزية)
- جوديث شابمان على موقع كينوبويسك (الروسية)